# Miroslav Karhan
Miroslav Karhan (* 21. června 1976, Hlohovec-Šulekovo) je bývalý slovenský fotbalový záložník a kapitán slovenské fotbalové reprezentace. Aktivní hráčskou kariéru ukončil 13. srpna 2013 v klubu FC Spartak Trnava, kde nadále působí jako trenér.
Roku 2002 vyhrál anketu Fotbalista roku o nejlepšího slovenského fotbalistu. Počtem 107 odehraných zápasů za reprezentační A-mužstvo stanovil rekord mezi slovenskými reprezentanty.

## Klubová kariéra
Svoji fotbalovou kariéru začal tento záložník v FC Spartak Trnava. Mezi jeho další působiště patří: Betis Sevilla, Beşiktaş JK, VfL Wolfsburg a 1. FSV Mainz 05. V Mohuči (Mainz) ho v sezóně 2007/08 vedl trenér Jürgen Klopp. V červenci 2011 se vrátil z Německa zpět do Trnavy, kde převzal kapitánskou pásku. Hned ve své první sezóně Corgoň ligy (2011/12) po návratu bojoval s mužstvem až do posledních kol o ligový titul. Ten nakonec získal klub MŠK Žilina, jenž o dva body předstihl Trnavu, která jich získala celkem 65.
Sezóna 2012/13 se vyvíjela zcela jinak a Trnava bojovala o záchranu v Corgoň lize. Trenér Peter Zelenský jej po remíze 1:1 se Spartakem Myjava posadil na lavičku náhradníků. V posledním ligovém 33. kole v květnu 2013 v existenčním zápase dvou týmů bojujících o přežití v Corgoň lize proti 1. FC Tatran Prešov byl vyloučen za podražení soupeře a dodatečně dostal od disciplinární komise trest na tři zápasy (v další sezóně). Trnava zvítězila v Prešově 1:0 a v nejvyšší lize se zachránila.
13. srpna 2013 ukončil fotbalovou kariéru, ačkoliv plánoval, že sezónu 2013/14 dohraje na hřišti.

## Reprezentační kariéra
V kvalifikaci na EURO 2012 vstřelil v základní skupině B jeden gól (4. června 2011 proti Andoře, výhra 1:0), Slovensko se umístilo s 15 body na konečné čtvrté příčce tabulky a na evropský šampionát nepostoupilo.
Na Mistrovství světa 2010 v Jihoafrické republice se nedostal kvůli zranění.
Reprezentační kariéru ukončil 7. října 2011 po prohře Slovenska v Žilině s Ruskem. Počtem 107 odehraných zápasů za reprezentační A-mužstvo stanovil rekord mezi slovenskými reprezentanty.

### Reprezentační zápasy a góly
Zápasy Miroslava Karhana v A-mužstvu Slovenska 
| Rok    | Zápasy | Góly |
| ------ | ------ | ---- |
| 1995   | 3      | 0    |
| 1996   | 6      | 0    |
| 1997   | 9      | 0    |
| 1998   | 5      | 0    |
| 1999   | 9      | 1    |
| 2000   | 6      | 0    |
| 2001   | 11     | 0    |
| 2002   | 5      | 1    |
| 2003   | 5      | 0    |
| 2004   | 8      | 3    |
| 2005   | 10     | 4    |
| 2006   | 7      | 3    |
| 2007   | 0      | 0    |
| 2008   | 4      | 1    |
| 2009   | 7      | 0    |
| 2010   | 6      | 0    |
| 2011   | 6      | 1    |
| Celkem | 107    | 14   |

Góly Miroslava Karhana za A-mužstvo Slovenska
| Gól | Datum        | Stadion                                        | Soupeř          | Skóre (min.) | Výsledek | Soutěž                   |
| --- | ------------ | ---------------------------------------------- | --------------- | ------------ | -------- | ------------------------ |
| 010 | 8. 9. 1999   | Mestský štadión, Dubnica nad Váhom, Slovensko  | Lichtenštejnsko | 02:0 0(55.)  | 2:0      | kvalifikace na Euro 2000 |
| 02  | 20. 11. 2002 | Štadión Antona Malatinského, Trnava, Slovensko | Ukrajina        | 01:0 0(61.)  | 1:1      | přátelské utkání         |
| 03  | 8. 9. 2004   | Tehelné pole, Bratislava                       | Lichtenštejnsko | 02:0 0(42.)  | 7:0      | kvalifikace na MS 2006   |
| 04  | 9. 10. 2004  | Tehelné pole, Bratislava, Slovensko            | Lotyšsko        | 03:1 0(55.)  | 4:1      | kvalifikace na MS 2006   |
| 05  | 9. 10. 2004  | Tehelné pole, Bratislava, Slovensko            | Lotyšsko        | 04:1 0(87.)  | 4:1      | kvalifikace na MS 2006   |
| 06  | 9. 2. 2005   | Larnaka, Kypr                                  | Rumunsko        | 01:2 0(44.)  | 2:2      | přátelské utkání         |
| 07  | 30. 3. 2005  | Tehelné pole, Bratislava, Slovensko            | Portugalsko     | 01:0 0(8.)   | 1:1      | kvalifikace na MS 2006   |
| 08  | 3. 9. 2005   | Tehelné pole, Bratislava, Slovensko            | Německo         | 01:0 0(21.)  | 2:0      | přátelské utkání         |
| 09  | 3. 9. 2005   | Tehelné pole, Bratislava, Slovensko            | Německo         | 02:0 0(38.)  | 2:0      | přátelské utkání         |
| 10  | 2. 9. 2006   | Tehelné pole, Bratislava, Slovensko            | Kypr            | 05:0 0(52.)  | 6:1      | kvalifikace na Euro 2008 |
| 11  | 7. 10. 2006  | Millennium Stadium, Cardiff, Wales             | Wales           | 01:4 0(51.)  | 1:5      | kvalifikace na Euro 2008 |
| 12  | 15. 11. 2006 | Štadión pod Dubňom, Žilina, Slovensko          | Bulharsko       | 03:0 0(78.)  | 3:1      | přátelské utkání         |
| 13  | 11. 10. 2008 | Serravalle, San Marino                         | San Marino      | 01:3 0(51.)  | 1:3      | kvalifikace na MS 2010   |
| 14  | 4. 6. 2011   | Stadion Pasienky, Bratislava                   | Andorra         | 01:0 0(63.)  | 1:0      | kvalifikace na Euro 2012 |

## Funkcionářská a trenérská kariéra
Po skončení hráčské kariéry pokračoval ve Spartaku Trnava jako sportovní ředitel.
V říjnu 2014 se stal členem trenérského štábu u juniorského týmu klubu, započal spolupráci s trenérem Pavlem Bartošem. V únoru 2015 získal trenérskou Euro A licenci.
Působil jako asistent trenéra Ivana Hucka ve Spartaku Trnava. V dubnu 2016 Hucko po prohře 1:4 s ŠK Slovan Bratislava odstoupil a mužstvo převzal Miroslav Karhan. Při své premiéře na lavičce 24. dubna Trnava porazila družstvo MŠK Žilina 3:0 a dostala se před něj na průběžné 4. místo ligové tabulky. Čtvrté místo v tabulce Trnava uhájila až do konce sezóny 2015/16 a kvalifikovala se tak do prvního předkola Evropské ligy UEFA 2016/17. V listopadu 2016 po debaklu 0:7 na hřišti MŠK Žilina nabídl svou rezignaci, kterou vedení Spartaku nepřijalo a Miroslav Karhan pokračoval ve funkci trenéra A-týmu.